# Dunhua
Dunhua (敦化 ; pinyin : Dūnhuà) est une ville de la province du Jilin en Chine. C'est une ville-district placée sous la juridiction administrative de la préfecture autonome coréenne de Yanbian.

## Démographie

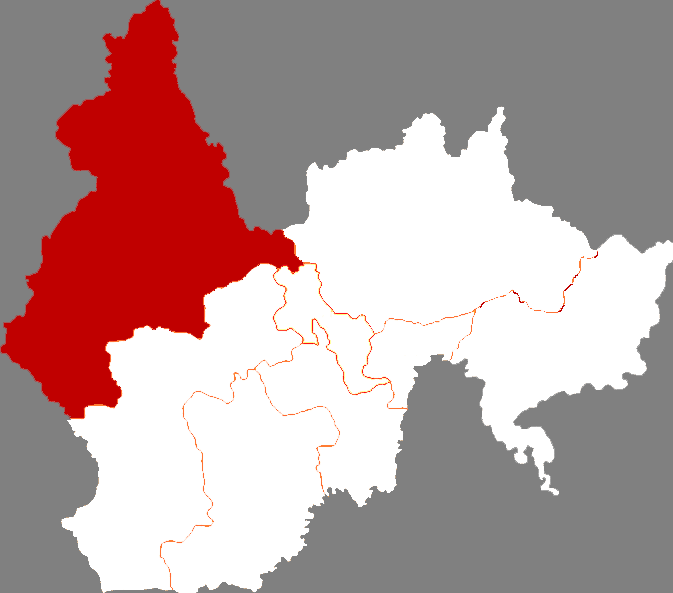
Localisation du district dans la préfecture autonome.

La population du district était de 479 479 habitants en 1999.